# 9999 Wiles
9999 Wiles là một tiểu hành tinh vành đai chính kiểu C. Quỹ đạo quay quanh Mặt Trời là 4.8 năm.
Nó được phát hiện bởi C. J. van Houten, I. van Houten-Groeneveld và T. Gehrels ngày 29 tháng 9 năm 1973. Tên chỉ định là 4196 T-2, sau đó được đặt tên 9999 Wiles theo Andrew J. Wiles, người đã chứng minh Định lý lớn Fermat.